# NGC 313
NGC 313 је двојна звезда у сазвежђу Рибе која се налази на NGC листи објеката дубоког неба.
Деклинација објекта је + 30° 22' 0" а ректасцензија 0h 57m 45,7s. Привидна величина (магнитуда) објекта NGC 313 износи 12,4.